# Иван Цачев (опълченец)
Иван Цачев (1850-1927) е български опълченец. Участва в боевете при Стара Загора, Шипка и Шейново. Почетен гражданин на град Габрово.

## Биография
Иван Цачев е роден през 1850 г. в с.Водица (община Попово, област Търговище). Отрано напуска родния си край и заминава за Румъния, за да си търси препитание. 
Разгромът на Априлското въстание и очертаващата се война между Русия и Османската империя стават причина Цачев да остави работата си и да се отправи към Плоещ, където е приет в българското опълчение и е записан в състава на Първа дружина, командвана от подполковник Константин Кесяков.
Участва в сраженията при Стара Загора, Шипка, Шейново и Зелено дърво.
След Освобождението, Иван Цачев се връща в родното си село и членува в опълченското поборническо дружество „Шипка“. Почива през 1927 година.

## Памет и признание
Със свое решение от 21 септември 1922 г. Габровският градски общински съвет обявява за почетни граждани 522 поборници и опълченци, един от които (под № 33) е Иван Цачев.
Отличия, медали и лични вещи на опълченците Иван Цачев и Велико Филипов се съхраняват в Регионален исторически музей – Търговище. Оригинален портрет на Филипов е едно от най-значимите дарения за музея за 2017 година.